# Lepanthes duidensis
Lepanthes duidensis är en orkidéart som beskrevs av Oakes Ames och Charles Schweinfurth. Lepanthes duidensis ingår i släktet Lepanthes och familjen orkidéer. Inga underarter finns listade i Catalogue of Life.